# Ines Diers
Ines Diers (Rochlitz, 2. studenog 1963.) bivša istočnonjemačka plivačica.
Dvostruka je olimpijska pobjednica u plivanju.